# Parc national de Nech Sar

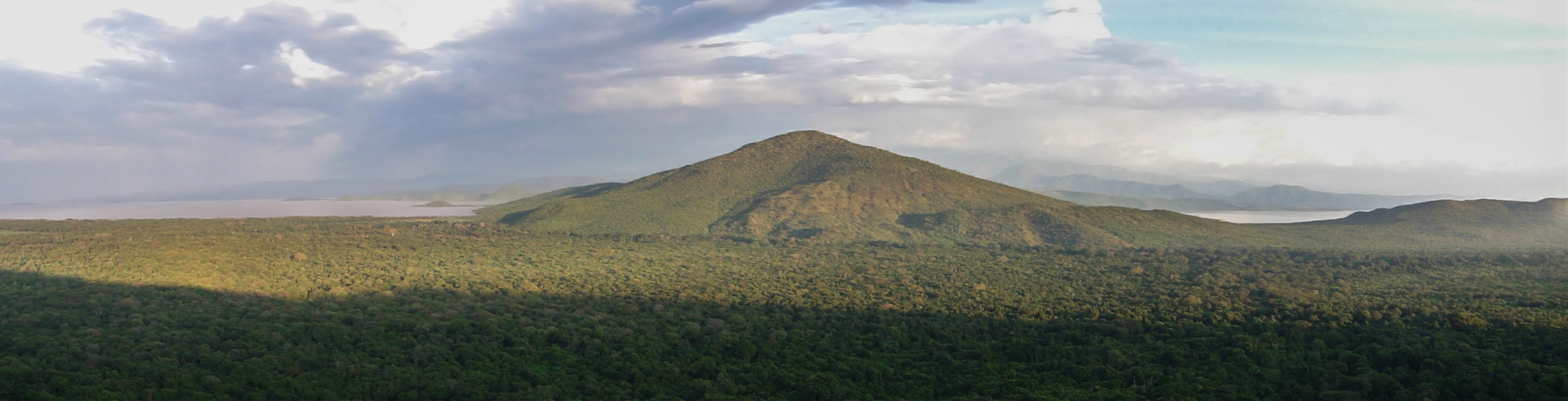
Le parc national de Nech Sar avec le lac Abaya à gauche et le lac Chamo à droite

Le parc national de Nech Sar (ge'ez: ነጭ ሳር, herbes blanche) est l'un des parcs nationaux d'Éthiopie situé dans la région des nations, nationalités et peuples du Sud juste à l'est de la ville d'Arba Minch.
Créé en 1974, le parc s'étend sur 514 km2 sur laquelle se trouve le « pont de Dieu », un isthme entre le lac Abaya et le lac Chamo. Il se situe à une altitude pouvant varier entre 1108 et 1 650 mètres. 

## Histoire et administration

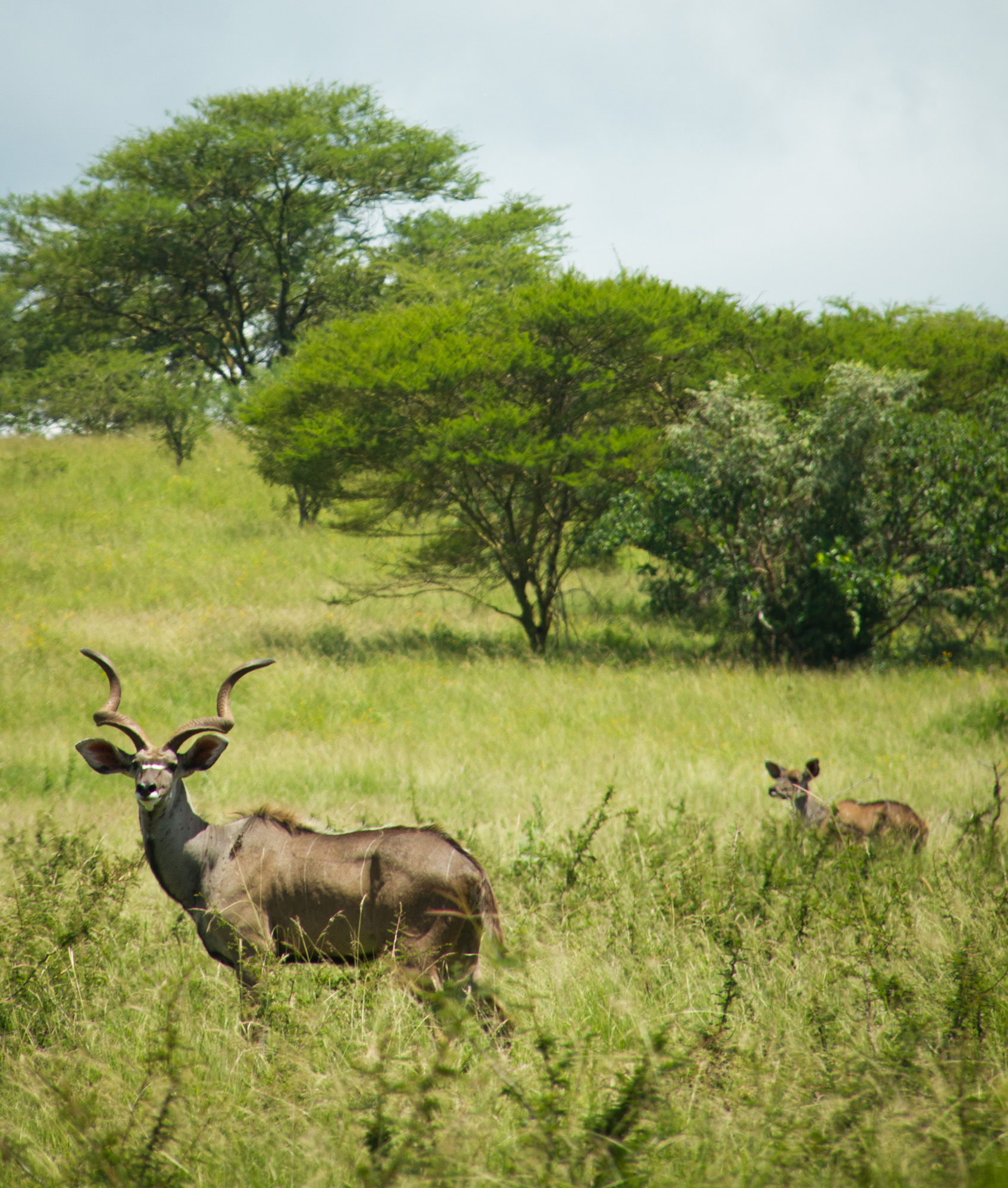
Un couple de grands koudous (Tragelaphus strepsiceros), mâle et femelle, dans le parc national de Nechisar, en Éthiopie.

Le parc fut créé sous le gouvernement du Derg. Lors de sa chute en 1991, le parc a souffert de nombreux dommages. Les immeubles du parc situés loin du quartier général furent pillés et endommagés. Il fut attaqué par les Boranas et les Guji, deux groupes oromos, qui utilisèrent le parc à plusieurs occasions, dégradant l'environnement et contribuant à l'extinction de plusieurs espèces locales. Durant cette période, les Guji firent également l'acquisition d'armes à feu qu'ils utilisèrent pour résister à leur expulsion du parc. 
En 2005, la gestion du parc national de Nech Sar fut confiée à l'African Parks Conservation. En concertation avec le gouvernement éthiopien et celui de la région des nations, nationalités et peuples du Sud, les responsables du parc ont essayé de trouver une solution aux problèmes rencontrés dans le parc tels que la coupe illégale des arbres pour le bois de chauffage, la pêche illégale, le peuplement ainsi que les pâturages non autorisés à l'intérieur du parc. Les parcs africains ont alors affecté un groupe de scouts pour améliorer la protection du secteur.
L'un des principaux problèmes environnementaux auquel le parc doit faire face est la pêche illégale dans les lacs Abaya et Chamo. La coopérative piscicole d'Arba Minch qui voulait lutter contre cette pratique s'est heurtée à l'hostilité des pécheurs qui dépendent de cette activité pour vivre. Le problème est aggravé par une diminution des eaux durant la saison sèche ainsi que parce que des affluents ont été détournés pour les besoins de l'irrigation.
Le tourisme s'est développé de manière exponentielle ces dernières années et depuis 2004 le nombre de touristes double chaque année. Ainsi, leur nombre est passé de 5 300 en 2005 à 20 500 en 2007.

## Géographie et reliefs

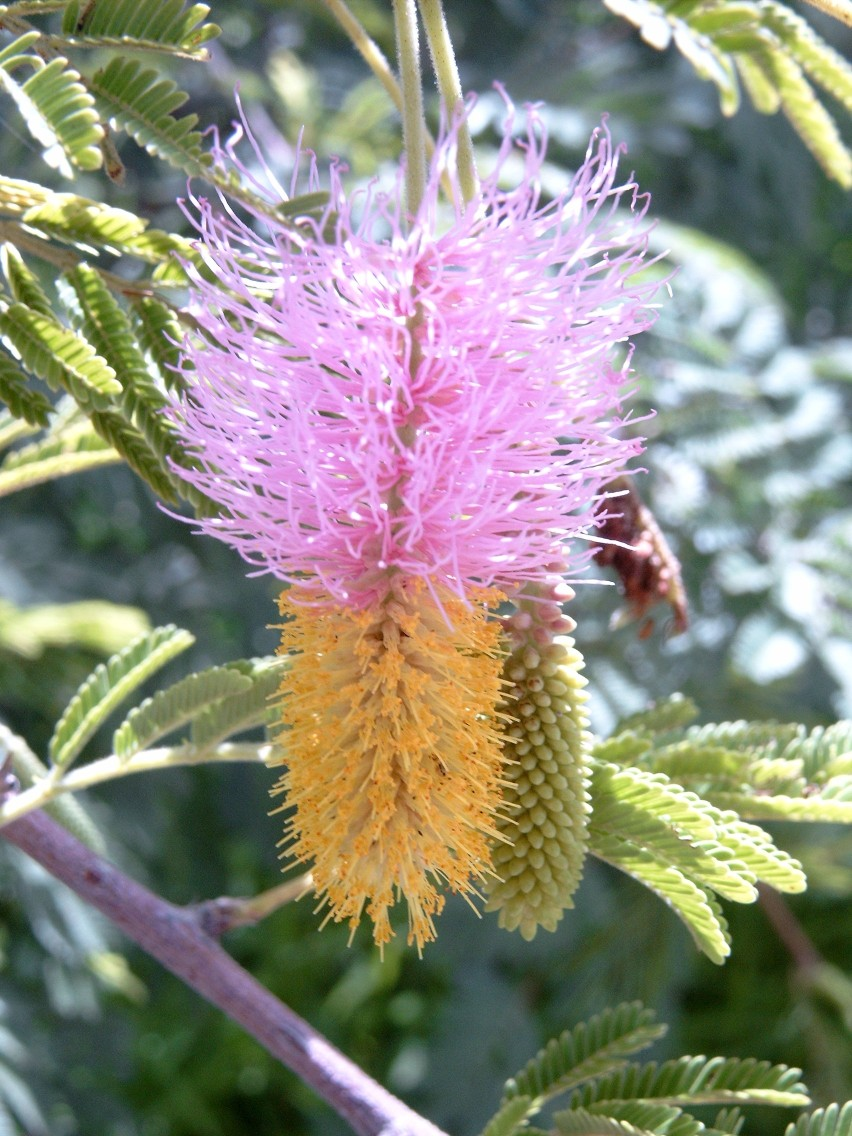
Mimosa cloche de la famille des Mimosoideae

Près de 15 % du parc est occupé par des lacs, dont le lac Abaya au nord et le lac Chamo au sud. Une partie du parc est composée de forêts et des rivages des différents lacs, ainsi que de plaines herbeuses sèches, mais la majeure partie du parc est couverte d'une brousse épaisse, de vallées et collines boisées sur la montagne Amaro. Le parc se situe à une altitude allant de 1 108 mètres sur les rives du lac Chamo jusqu'à 1 650 mètres au mont Tabala au nord-est.
La forêt situé entre les deux lacs et qui longe la rivière Kulfo est dominée par la figuier sycomore qui peut atteindre 30 mètres de haut. De vastes étendues à l'ouest du lac Abaya furent rasées dans les années 1960 et 1970 pour implanter de grande fermes mécanisées destinées à la production de coton et d'autres cultures.
Les marécages qui s'étendent à l'embouchure de la rivière Kulfo et du lac Chamo sont peuplés de massette à feuilles étroites, de grandes herbes aquatiques et des arbres tels que le mimosa cloche, l'acacia tortilis ou l'acacia nilotica. La partie sud  du parc est dominées par des prairies édaphiques, des terres calcaires et argileuses sur lesquelles poussent plusieurs espèces d'acacias et de plantes herbacées.

## Vie sauvage

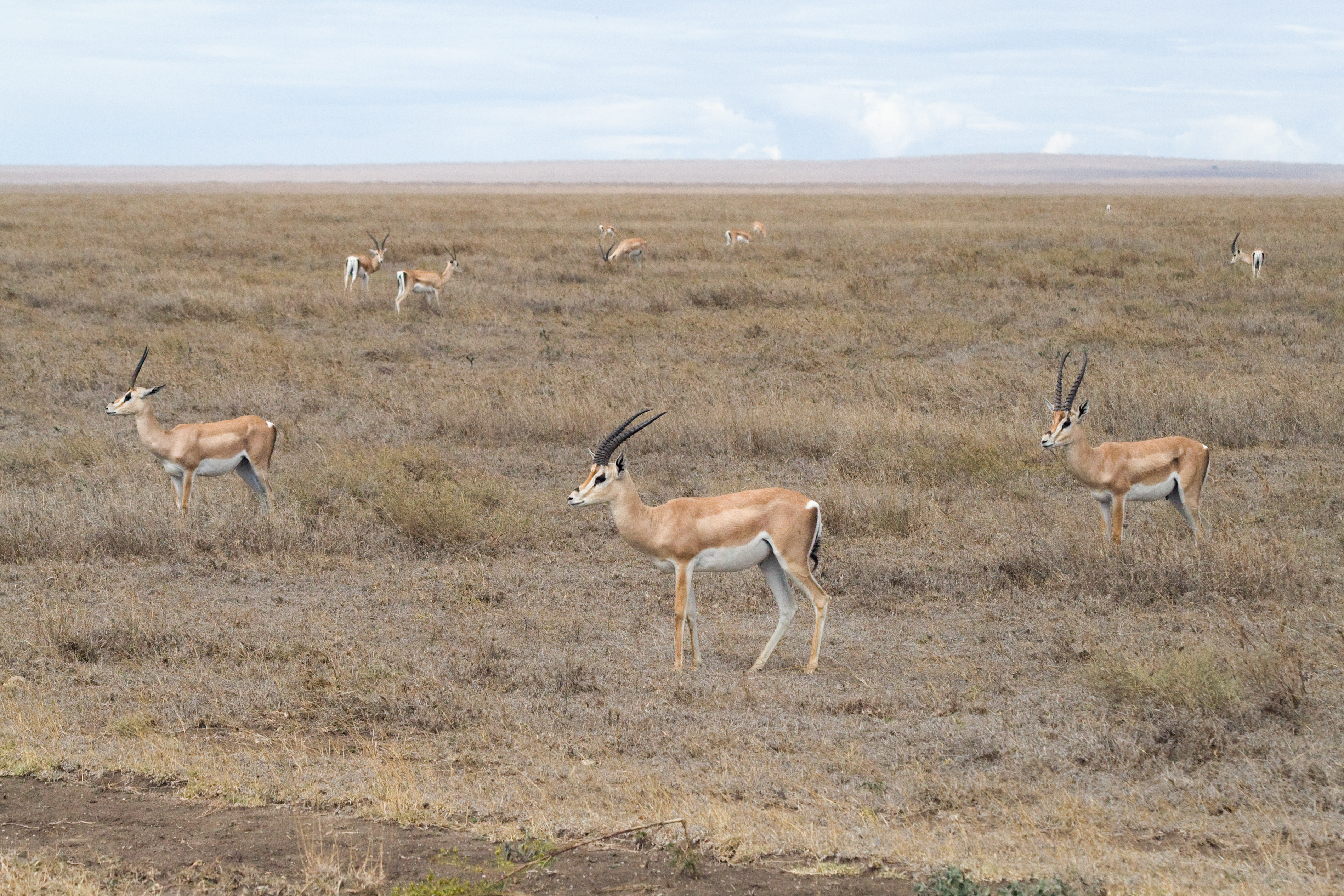
Le parc national de Nech Sar abrite une vaste population de gazelle de Grant.

Le parc abrite une grande variété d'animaux sauvages tels que le zèbre des plaines, la gazelle de Grant, le dik-dik et le grand koudou ainsi que l'un des trois derniers troupeaux de bubale roux de Swayne, une espèce en danger endémique de l'Éthiopie. Une partie de la rive nord-ouest du lac Chamo accueille un marché aux crocodiles qui sont exploités pour leur peau. Les lacs Abaya et Chamo abritent également une importante quantité de poissons, notamment la perche du Nil, qui constituent la base de l'industrie locale de pêche.
On trouve aussi dans le parc de nombreuses autres espèces telles que le guib harnaché, potamochoerus larvatus (une espèce de potamochère), le babouin olive, le lycaon ou le chacal à chabraque.
Le parc national de Nech Sar est considéré comme un important refuge pour les oiseaux, notamment ceux qui migrent et trouvent dans le parc un lieu de passage. Il comprend ainsi des martins-pêcheurs, cigognes, pélicans, flamants et pygargues vocifères.
Le faucon crécerellette et le busard pâle sont également assez répandus ainsi qu'un petit nombre de flamants nains que l'on trouve sur les rives des lacs Chamo et Abaya. Parmi les espèces typiques de la brousse on peut citer l'irrisor à bec noir, la pie-grièche fiscale et le cisticole des Borans ainsi que trois espèces inconnues en dehors de l'Éthiopie : quelques Mirafra albicauda isolés, un genre endémique de caprimulgus et le très rare stellatus. La partie sud-ouest du lac Abaya accueille l'une des deux familles de Myrmecocichla albifrons en Éthiopie. D'autres espèces notables peuvent être citées telles que l'épervier de l'Ovampo, le baza coucou, le gypaète barbu, le milan des chauves-souris, le francolin de Levaillant, le grébifoulque d'Afrique, le serinus reichardi, ou l'échenilleur gris.